# Hókódzsi-harang incidens
A Hókódzsi templom harangjának vésete miatt kitört politikai válság (Hókódzsi sómei dzsiken 方広寺鐘銘事件) 1614 nyarán következett be és Ószaka ostroma közvetlen előzményének tekinthető.

## Előzmények
A még Tojotomi Hidejosi által építtetett Hókódzsi Daibucuden 1595-ben egy földrengésben omlott össze. A Tojotomi-ház az 1600-as évek első évtizedében nagy erőfeszítéseket tett a háborúk és természeti katasztrófák miatt elpusztult, megrongálódott buddhista templomok újjáépítésére, s 1607-ben döntöttek úgy, hogy sort kerítenek a Hókódzsira is. Az állapotfelmérést követően 1610-ben kezdődött meg a munka, ami rövidesen abba is maradt, mert a napi ezer rjó aranyra rúgó költségeket a Tojotomi nem volt képes, illetve nem kívánta fedezni. Az építkezés két évig állt, közben a daimjóktól is, a bakufutól is sikertelenül próbáltak pénzügyi támogatást nyerni, majd végül 1612-ben mégis újraindult.

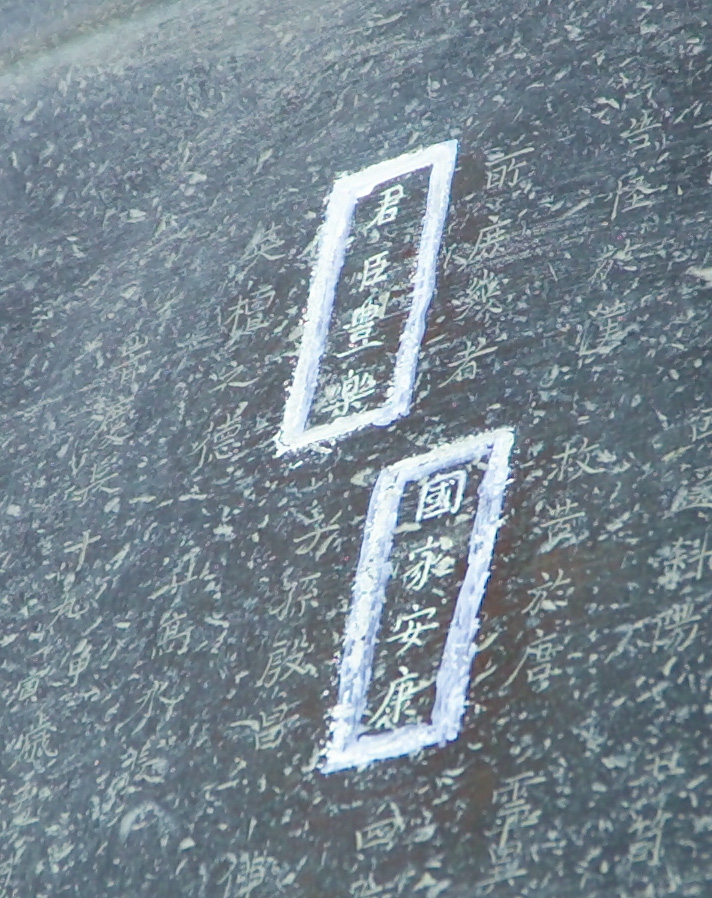
A harang ma is látható vésete

1614. márciusára a munkálatok befejeződtek s a Nandzendzsi templom egy szerzetese elkészítette a harang vésetét is.

## Az incidens
Az avatóünnepséget augusztus 2-ára írták ki, Tokugava Iejaszu pedig július elején egy szerzetesekből álló küldöttséget menesztett Kiotóba, a kész templomot megszemlélni - az ő jelentésük július 21-én ért Edóba, s a botrány azonnal kitört. A bevésett szövegben a következő két szakasz szerepelt:
Legyen az állam békés és bővelkedő (kokka ankó 国家安康)

Úr és szolga gazdag és boldog (kunsin buraku 君臣豊楽)
Az inkriminált szövegrészben elrejtve Iejaszu (家康) és a Tojotomi (臣豊) nevek voltak, ami a bakufu szerint nyilvánvaló sértés volt. Utasították a Tojotomi vezető hivatalnokát, Katagiri Kacumoto-t, hogy állítsa le az avatóünnepség előkészületeit, amit az a szervezés előrehaladott voltára hivatkozva nem tett meg.
A felirat másolata augusztus elején érkezett meg Edóba és Szunpuba, ahol azonnal tudós szerzetesek ültek össze azt elemezni, eldönteni, valóban szándékos sértésről van-e szó (Katagiri szerint szó sem volt szándékosságról, puszta véletlen az egész). Szunpuban Tokugava Iejaszu vezető tanácsadói, Kondzsi-in Szúden és Tenkai szerzetesek, valamint a konfuciánus filozófus Hajasi Radzan (Dósun) alkotta bizottság tanulmányozta a feliratot, arra jutva, hogy egyértelműen sértésről van szó, a felirat Iejaszu bukását kívánja és a Tojotomi dicsőségéért fohászkodik.
Az egyre feszültebbé váló szituációt megoldandó a Tojotomi Szunpuba küldte Katagiri Kacumotót, aki augusztus 13-án érkezett meg, ám Iejaszu hosszú ideig nem volt hajlandó fogadni őt, amikor pedig mégis foglalkoztak vele, Iejaszu helyett annak bizalmasaival, Honda Maszadzumival és Szúdennel találkozhatott csak. Kacumoto előadta a Tojotomi békeajánlatát: Hidejori hajlandó szeiso-t, eskülevelet adni Iejaszunak, amit Maszadzumi azzal torkollt le, hogy a helyzet rég túlment azon a szinten, amit egy levél meg tudna oldani.
Végül Katagiri Kacumoto a bakufu ultimátumával indult vissza Ószakába. Iejaszu követelései a következők voltak:
- Tojotomi Hidejorinak Edóba kell utaznia
- Anyja, Jodo-dono túszként ott kell, hogy maradjon
- A Tojotomi elhagyja Ószakát, más birtokra helyezik őket

A Tojotomi hallani sem akart ezeknek a feltételeknek az elfogadásáról, sőt Kacumotót, amikor Ószakába visszatért, azzal vádolták meg, hogy a Tokugava szolgálatában áll s november elején elűzték a városból. Ettől kezdve gyakorlatilag hadiállapot állt fenn a két fél között.